# Rima Ariadaeus

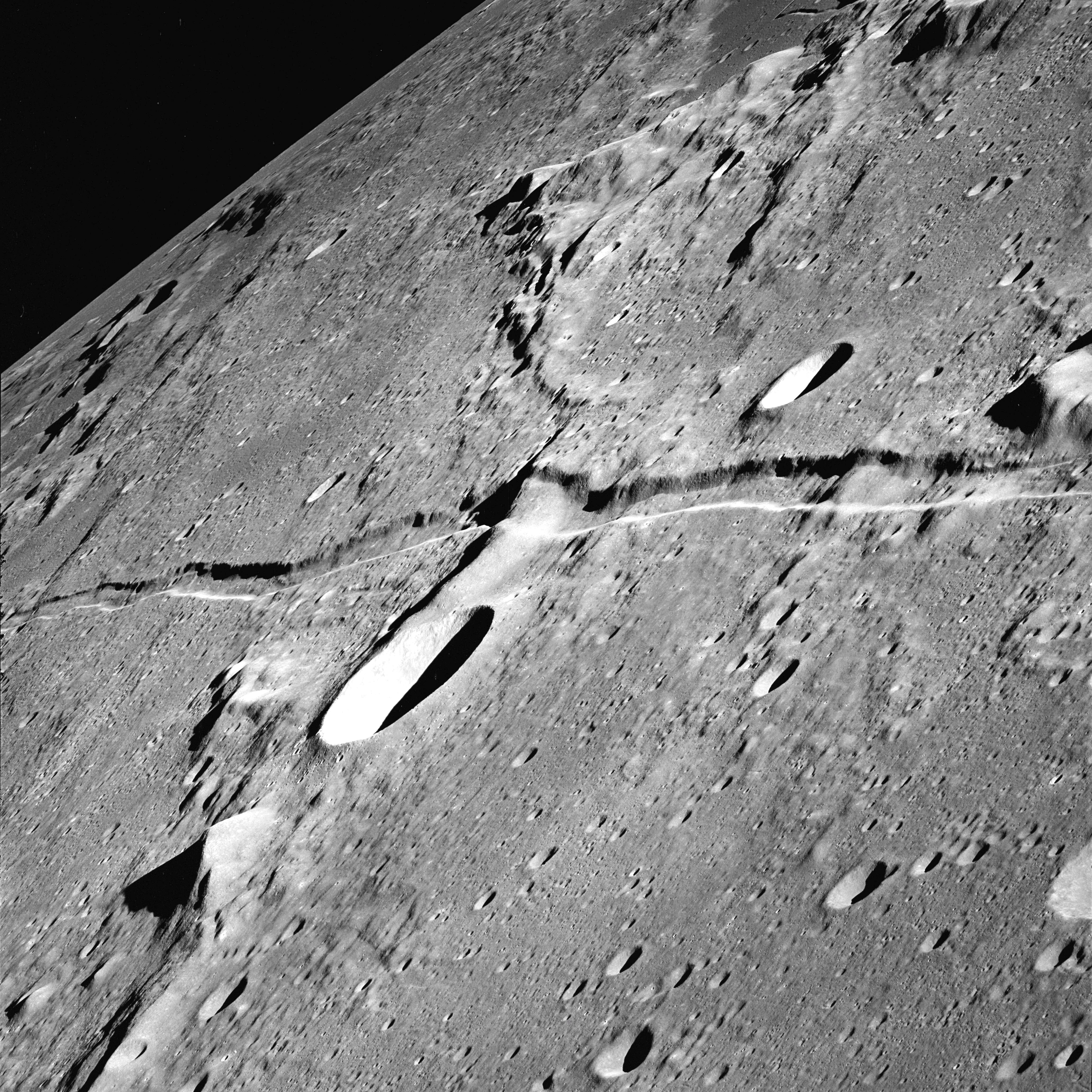
Rima Ariadaeus vyfotografovaná z Apolla 10. Kráter jižně od brázdy v levé části snímku je Silberschlag.

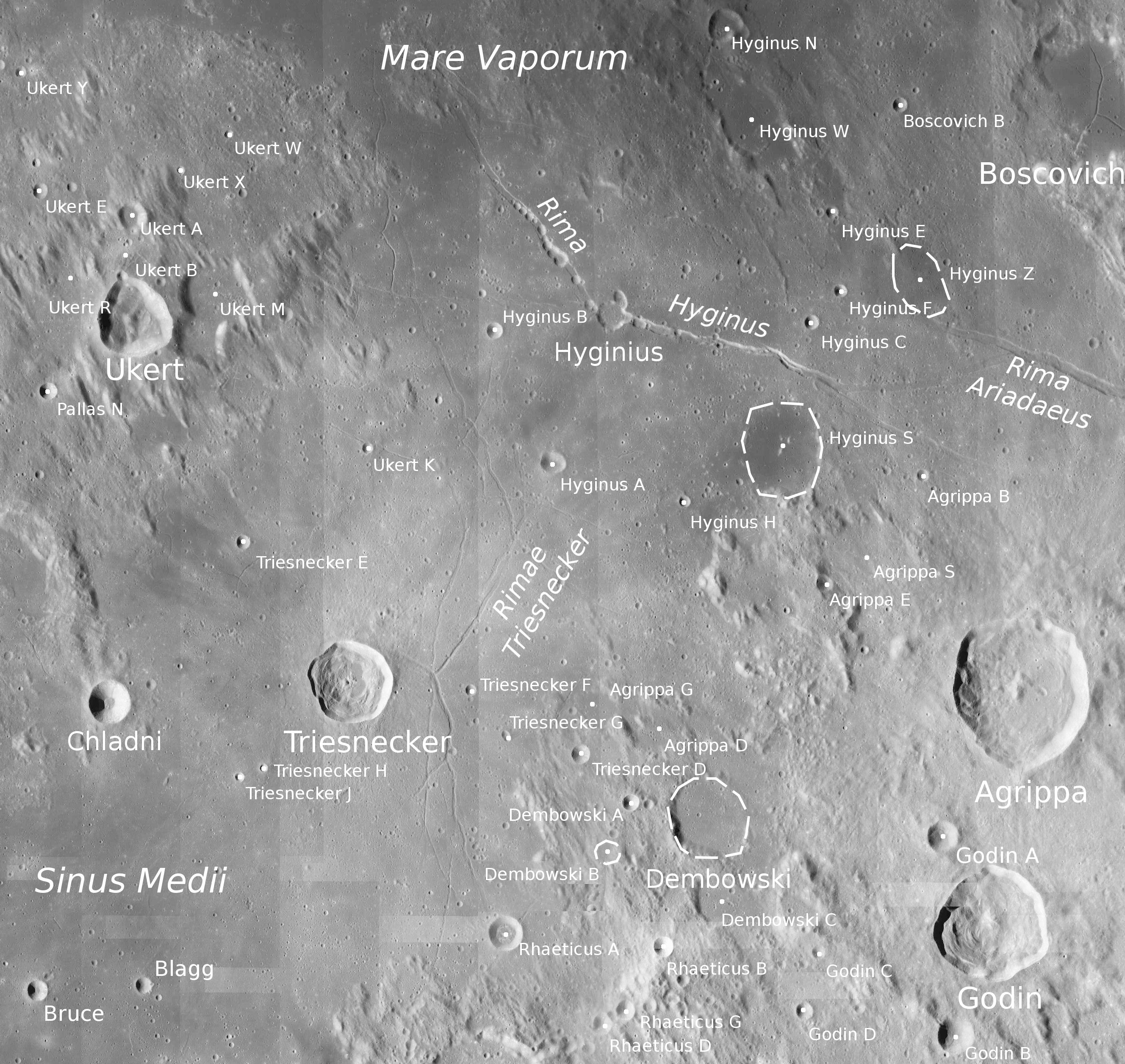
Poloha brázdy Rima Ariadaeus, její část se nachází na horní straně fotografie.

Rima Ariadaeus je měsíční brázda nacházející se na přivrácené straně Měsíce, která se táhne od severní části Sinus Medii (Záliv středu) k západnímu okraji Mare Tranquillitatis (Moře klidu). Podle blízkého kráteru Ariadaeus (leží na východním konci brázdy) získala své jméno. Je to de facto široké údolí (šířka 3-5 km) s plochým dnem, měří cca 220 km.
Západně od brázdy Rima Ariadaeus se nachází Rima Hyginus, se kterou je spojena úzkou brázdou. Jižně od brázdy Rima Ariadaeus leží celá řada kráterů, např. Silberschlag, Whewell, Cayley nebo de Morgan a jejich satelitní krátery.